# Аддитивный эффект
Аддитивный (лат. additivus ‘прибавляемый, добавочный’) эффект в фармакологии представляет собой ситуацию, когда комбинированное действие двух препаратов равно сумме эффектов двух этих препаратов, действующих независимо друг от друга . Концепция аддитивного эффекта происходит из концепции синергизма. Она разрабатывалась учеными в области фармакологии и биохимии на протяжении столетия в целях понимания синергизма между препаратами и химическими веществами.
Аддитивный эффект часто возникает, когда два идентичных препарата принимаются совместно с целью достижения терапевтического эффекта с одинаковой интенсивностью при одновременном снижении нежелательной реакции на один из применяемых препаратов, например аспирин, парацетамол и кофеин совместно применяются в рамках лечения головной боли и мигрени.
Аддитивный эффект применяется для обнаружения синергетического эффекта, поскольку его можно рассматривать как базовый эффект в методах определения синергизма лекарственных препаратов. Синергетический эффект аналогичен аддитивному, но комбинированный эффект превышает аддитивный. При совместном применении двух препаратов эффект может достигать в пропорции 2 + 2 > 4. Аддитивный эффект также обнаруживается в большинстве комбинированных методов лечения, хотя синергетический эффект на практике встречается чаще. Если применение двух препаратов при комбинированной терапии дает эффект меньший, чем сумма эффектов этих препаратов, действующих независимо друг от друга, что также известно как антагонистический эффект, то в этом случае препараты редко назначаются совместно в рамках одной терапии.
Лекарственные препараты или химические комбинации с аддитивным действием могут вызывать нежелательные реакции. Например, одновременный прием нестероидных противовоспалительных препаратов и глюкокортикоидов увеличивает риск желудочного кровотечения .

## История
Концепция аддитивного эффекта вытекает из концепции синергетического эффекта лекарственных средств. Таким образом, понятие аддитивного эффекта появляется в начале двадцатого века, когда был открыт синергетический эффект. В ходе исследований синергии были предложены модели аддитивности Леве и модели независимости Блисса . Эти модели разработаны для определения комбинированного эффекта препаратов. Таким образом, аддитивность Леве и независимость Блисса помогают определить, является ли комбинированный эффект лекарств синергетическим или антагонистическим. При построении этих моделей в качестве основы для определения синергетического и антагонистического эффектов было введено понятие аддитивного эффекта.

## Типы аддитивного эффекта
Аддитивные эффекты наблюдаются у препаратов с эквивалентным, дублированным и независимым действием.
Эквивалентный или дублированный эффект
Многие препараты определенной категории оказывают аддитивный эффект, поскольку имеют аналогичный терапевтический механизм действия. Например, карбонат кальция, соли магния и алюминия являются антацидами, принцип действия которых заключается в применении отрицательно заряженных ионов для нейтрализации желудочной кислоты . Антациды не взаимодействуют друг с другом, поэтому считается, что при совместном приеме они оказывают аддитивный эффект.
Препараты, относящиеся к определенному классу, но имеющие разные терапевтические мишени, также могут действовать аддитивно, воздействуя на разные мишени лечения по одному и тому же пути. Например, пропофол и севофлуран могут оказывать анестезирующее воздействие . Пропофол способствует усилению активности рецептора ГАМКА путем воздействия на α-, β- и γ-субъединицы , в то время как севофлуран усиливает реакцию рецептора ГАМКА на эндогенную ГАМКА путем связывания с α1-субъединицей . Испытания с использованием метода Диксона «вверх-вниз» показали, что при комбинации пропофола и севофлурана оказывается аддитивное анестезирующее действие .
Независимые действия
Считается, что два препарата, предназначенные для лечения различных заболеваний в несвязанных путях, которые в конечном итоге приводят к желаемому терапевтическому результату, обладают аддитивным эффектом с независимым действием. Например, артемизинин и куркумин оказывают противомалярийное действие. Артемизинин распадается в организме на активные метаболиты. Метаболиты затем создают активные формы кислорода (АФК), которые уничтожают паразитов . Принцип действия куркумина остается в значительной степени неизвестным, но считается, что противопаразитарный эффект связан с усилением врожденных и адаптивных иммунологических реакций . Совместное действие артемизинина и куркумина способствует гибели паразитов по разным причинам, и этот эффект считается аддитивным при применении фракционных ингибирующих концентраций .
Лекарственные препараты, взаимодействующие с одной и той же мишенью на разных участках организма, вызывающие аддитивный эффект, также оказывают независимое действие. Например, доксорубицин и трабектедин могут оказывать противораковый эффект . Доксорубицин представляет собой интеркалятор ДНК, который легко вступает в реакцию с АТ-областями , в то время как трабектедин образует аддукт гуанина в ДНК, нарушая систему восстановления ДНК . Недавнее исследование показало, что доксорубицин и трабектедин не противодействуют друг другу и могут оказывать аддитивный противораковый эффект .

## Распространенные заблуждения
Концепция аддитивного эффекта аналогична понятию концепции сложения в математике. Однако в большинстве случаев аддитивный эффект — это не просто арифметическое суммирование двух (или более) препаратов . Для эффекта аддитивного ингибирования каждый из препаратов А и Б может ингибировать 20 % по отдельности, однако при этом аддитивный эффект не составляет и 40 %. Эффект не может быть просто арифметическим, так как, если препарат А и  Б по отдельности ингибируют на 60 %, теоретически они не могут оказывать ингибирующий эффект на 120 %. При 60%-м ингибирующем эффекте каждая оставшаяся функция будет равна (1 − 60 %) × (1 − 60 %) = 16 %, а это означает, что аддитивный ингибирующий эффект составит 84 %. Поскольку применение аддитивного эффекта часто наблюдается в клинической практике, избежание распространенных заблуждений об аддитивном эффекте имеет решающее значение для понимания клинического значения аддитивного эффекта.

## Клиническое значение

### Определение синергетического эффекта
Одним из типичных применений аддитивного эффекта является обнаружение синергизма . Аддитивный эффект можно рассматривать как базовый эффект в методах определения наличия синергического эффекта между двумя или более препаратами. Синергетический эффект аналогичен аддитивному эффекту с той лишь разницей, что он оказывает комбинированный эффект, превышающий аддитивный. Иными словами, синергетический эффект может дать неравенство 2 + 2 > 4, при комбинированном употреблении препаратов . Комбинация антагониста рецепторов ангиотензина II (АРА) кандесартана-цилексетила и ингибитора ангиотензин превращающего фермента (ИАПФ) рамиприла демонстрирует синергический эффект в снижении систолического артериального давления .

### Определение антагонистического эффекта
Другое применение аддитивного эффекта — обнаружение антагонистического эффекта. Это значит, что аддитивный эффект можно рассматривать как базовый в методах определения наличия антагонистического эффекта между лекарственными препаратами. В рамках фармацевтики можно подтвердить наличие антагонистического эффекта, когда комбинированный эффект препаратов меньше аддитивного. Комбинация ацетилсалициловой кислоты и ибупрофена демонстрирует антагонистический эффект в облегчении боли и воспаления .

### Комбинированная терапия
Наиболее распространенным клиническим применением аддитивного эффекта в фармакологии является комбинированная терапия. Это концепция предусматривает применение двух или более препаратов для лечения одного заболевания. Различные препараты в одной комбинированной терапии действуют на разные биологические и биохимические пути в организме, оказывая аддитивное действие.
Примером комбинированной терапии, демонстрирующей аддитивный эффект, является применение агонистов β-2-адренергических рецепторов совместно с ингаляционными кортикостероидами. Это лечение двух часто встречающихся на практике легочных заболеваний: астмы и хронической обструктивной болезни легких. Агонисты β-2-адренергических рецепторов действуют как бронходилататоры, облегчая бронхоспазм; ингаляционные кортикостероиды действуют как противовоспалительные. Эти два препарата воздействуют на разные участки организма. Кортикостероиды также обращают и восстанавливают функцию и количество β-2-адренергических рецепторов в легких пациентов in vivo. Между тем комбинированное действие двух препаратов решает проблему снижения чувствительности некоторых пациентов с хронической обструктивной пневмонией к ингаляционным кортикостероидам . Распространенным препаратом из этого примера является Серетид®, содержащий агонист β-2-адренергических рецепторов длительного действия, называемый Салметерол, и кортикостероид, называемый Флутиказон .
Аддитивное взаимодействие также можно обнаружить в комбинированной терапии при лечении гипертонии. Комбинация антагонистов рецепторов ангиотензина II (АРА) и блокаторов кальциевых каналов (БКК) является одним из предлагаемых антигипертензивных методов лечения. АРА ингибируют действие ангиотензина II, уменьшая задержку жидкости и объем крови для снижения артериального давления, а также уменьшая сужение сосудов, что снижает периферическое сосудистое сопротивление и предотвращает фиброз сосудов в целях уменьшения жесткости сосудов. БКК являются сосудорасширяющими средствами, ингибирующими потенциал-зависимые кальциевые каналы L-типа в кровеносных сосудах, уменьшая их сужение, что приводит к снижению периферического сосудистого сопротивления. Эти два типа препаратов действуют по-разному, оказывая аддитивный эффект на снижение артериального давления без каких-либо нежелательных реакций . Комбинация с АРА, валсартаном, БКК и амлодипином является распространенным методом лечения пациентов с гипертонической болезнью высокого риска, особенно пожилых людей .
Лечение другого распространенного заболевания — первичной гиперхолестеринемии — также демонстрирует аддитивный эффект. Растительный стероловый эфир и распространенный тип антигиперлипидемического препарата церивастатин обладают аддитивным эффектом в снижении уровня липопротеинов низкой плотности (ЛПНП) без существенного взаимодействия между двумя препаратами . Другой комбинацией препаратов с аддитивным эффектом при гиперхолестеринемии является ниацин (витамин B3) и симвастатин. Эта комбинация лекарств также известна на рынке как Simcor. Ниацин способствует снижению секреции холестерина ЛПНП и липопротеинов очень низкой плотности (ЛПОНП). С другой стороны, симвастатин способствует снижению синтеза ЛПОНП и триглицеридов, а также повышает уровень липопротеинов высокой плотности (ЛПВП). Совместно ниацин и симвастатин снижают уровень ЛПНП и повышают уровень ЛПВП , тем самым эффективно справляясь с гиперхолестеринемией.

### Оптимальная дозировка
Аддитивное взаимодействие или аддитивный эффект легко обнаружить при лечении большинства распространенных заболеваний. Комбинация препаратов с разным действием дает преимущество употребления каждого препарата в оптимальной дозе . Это снижает возможность употребления более высокой дозы одного препарата, если предыдущая доза неэффективна для лечения заболеваний или облегчения симптомов. Важность применения препаратов в оптимальной дозе заключается в снижении возникновения непереносимых нежелательных реакций и возможной токсичности препарата в организме пациента. Это повышает безопасность употребления препаратов и приверженность пациентов терапии .
Одним из примеров является применение ББК и бета-адреноблокаторов. Это препараты, которые следует применять при лечении стабильной стенокардии. Оба способствуют снижению частоты стенокардии, облегчая ее симптомы. Существуют контролируемые клинические испытания двойным слепым методом, а также исследования с участием пациентов с сохранной функцией левого желудочка, демонстрирующие, что комбинация блокатора кальциевых каналов и бета-блокатора оказывает дополнительный кардиодепрессантный эффект по сравнению с другим классом подобных препаратов . Комбинированная терапия применяется, когда один препарат не способен осуществить терапевтический эффект. Выбор оптимальной дозы двух препаратов в комбинированной терапии предотвращает применение чрезвычайно высоких доз одного препарата, что приводит к нежелательным реакциям.

## Нежелательные реакции
Комбинации лекарств с аддитивным эффектом могут вызывать нежелательные реакции, которые на практике встречаются довольно часто. Риск возникновения нежелательных реакций увеличивается, если комбинация препаратов с аддитивным эффектом оказывает такой же нежелательный эффект. Далее приведены часто встречающиеся комбинации лекарств с аддитивным эффектом, вызывающие нежелательные реакции.
Ингибиторы ангиотензин-превращающего фермента (ИАПФ) и калий-сберегающие диуретики
Ярким примером того, как комбинация препаратов с аддитивным эффектом может вызывать нежелательные реакции, является одновременное применение ИАПФ и калий-сберегающих диуретиков . Несмотря на разные принципы действия, препараты способны снижать выведение калия из организма. Следовательно, и ИАПФ, и калий-сберегающие диуретики имеют нежелательную реакцию в виде гиперкалиемии. При совместном применении двух препаратов риск гиперкалиемии увеличивается в два раза. Поскольку гиперкалиемия может вызывать аритмию и метаболический ацидоз, следует избегать комбинации ИАПФ и калий-сберегающих диуретиков.
НПВП и глюкокортикоиды
Еще один пример —это комбинация нестероидных противовоспалительных препаратов и глюкокортикоидов . Хотя НПВП и глюкокортикоиды имеют разные принципы действия, препараты способны снижать защитный эффект слизистой оболочки желудка от желудочной кислоты . В результате одновременное применение НПВП и глюкокортикоидов увеличивает риск желудочного кровотечения и способствует развитию язвенной болезни. Таким образом, комбинация НПВП и глюкокортикоидов крайне не рекомендуется.